# Young Artist Awards

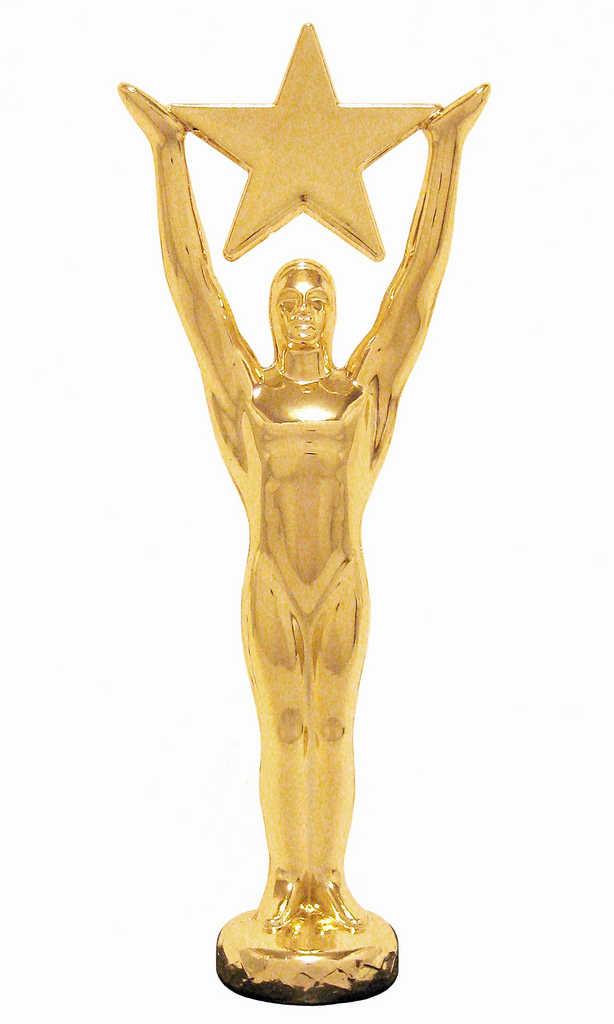
Young Artist Award

Young Artist Awards (původně známo jako Youth In Film Awards) je cena udělovaná neziskovou organizací Young Artist, založenou v roce 1978, na počest vynikajících mladých umělců a s možností poskytovat stipendia pro mladé umělce, kteří mohou finančně nebo fyzicky strádat.
Poprvé se ceny předávaly v říjnu 1979 v hotelu Sheraton Universal v Hollywoodu pro filmové, televizní, divadelní a hudební umělce ze sezony 1978/1979.

## Ocenění Young Artist

### Historie
Předávání cen The Young Artist Award se koná každoročně díky asociací Young Artist. Pro prvních dvacet let původně známá jako Yoouth In Film Awards, jméno se oficiálně změnilo při 21. předávání cen v březnu roku 2000. O ceně se mluví jako o "Dětských Oscarech". Původně se ceny předávaly na podzim, ale přes dvacet let se předávají na jaře.

### Cena Young Artist

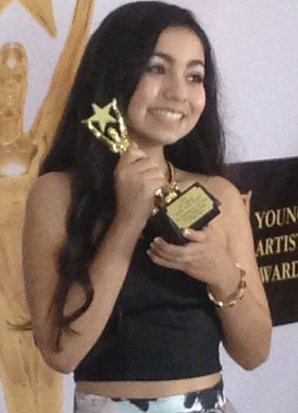
Laura Krystine s cenou, 2016

Původně byla cena podobná miniatuře Oscara. Pozlacená postava muže, která drží vavřínový věnec namísto meče. Aktuální soška představuje postavu, která nad hlavou drží pěticípou hvězdu.

### Hlasování
Kandidátům na cenu musí být mezi 5 až 24 lety. Nad nominacemi se uvažuje od ledna do poloviny února a jsou oficiálně vyhlášeny o měsíc později na nominačním večeru.
Vítězové jsou vybrány členy asociace Young Artist. Původní členství se skládalo z 88 novinářů a fotografů. Dnes má asociace přes 125 členů složených z novinářů, agentů a bývalých dětských hvězd.

### Ceremoniál
Ceremoniál se každoročně koná v Hollywoodu. Všechen tisk je pozván na červený koberec, kam mladá hvězdy přicházejí. Po předávání cen se koná každoroční večeře a taneční zábava s živou hudbou.
| Ročník | Za rok    | Místo konání                          | Město             | Datum                   |
| ------ | --------- | ------------------------------------- | ----------------- | ----------------------- |
| 1.     | 1978/1979 | Sheraton Universal Hotel              | Universal City    | říjen 1979              |
| 2.     | 1979/1980 | Sheraton Universal Hotel              | Universal City    | 18. října 1980          |
| 3.     | 1980/1981 | (Neznámé)                             | (Neznámé)         | prosinec 1981           |
| 4.     | 1981/1982 | Sheraton Universal Hotel              | Universal City    | 21. listopadu 1982      |
| 5.     | 1982/1983 | Beverly Hilton Hotel                  | Beverly Hills     | 4. prosince 1983        |
| 6.     | 1983/1984 | (Neznámé)                             | (Neznámé)         | 2. prosince 1984        |
| 7.     | 1984/1985 | Ambassador Hotel                      | Los Angeles       | 15. prosince 1985       |
| 8.     | 1985/1986 | Ambassador Hotel                      | Los Angeles       | 22. listopadu 1986      |
| 9.     | 1987/1988 | Holywood Palladium                    | Hollywood         | 5. prosince 1989        |
| 10.    | 1987/1988 | Registry Hotel                        | Universal City    | 6. května 1989          |
| 11.    | 1988/1989 | (Neznámé)                             | (Neznámé)         | březen/duben 1990       |
| 12.    | 1989/1990 | (Neznámé)                             | (Neznámé)         | závěr 1990/počátek 1991 |
| 13.    | 1990/1991 | Academy of Television Arts & Sciences | Severní Hollywood | 1. prosince 1991        |
| 14.    | 1991/1992 | Sportsmen's Lodge                     | Studio City       | 16. ledna 1993          |
| 15.    | 1992/1993 | Sportsmen's Lodge                     | Studio City       | 5. února 1994           |
| 16.    | 1993/1994 | Sportsmen's Lodge                     | Studio City       | 19. března 1995         |
| 17.    | 1994/1995 | (Neznámé)                             | (Neznámé)         | 1996                    |
| 18.    | 1995/1996 | (Neznámé)                             | (Neznámé)         | 1997                    |
| 19.    | 1996/1997 | (Neznámé)                             | (Neznámé)         | 14. března 1998         |
| 20.    | 1997/1998 | Sportsmen's Lodge                     | Studio City       | 6. března 1999          |
| 21.    | 1998/1999 | Sportsmen's Lodge                     | Studio City       | 19. března 2000         |
| 22.    | 1999/2000 | Sportsmen's Lodge                     | Studio City       | 1. dubna 2001           |
| 23.    | 2000/2001 | Sportsmen's Lodge                     | Studio City       | 7. dubna 2002           |
| 24.    | 2002      | Sportsmen's Lodge                     | Studio City       | 29. března 2003         |
| 25.    | 2003      | Sportsmen's Lodge                     | Studio City       | 8. května 2004          |
| 26.    | 2004      | Sportsmen's Lodge                     | Studio City       | 30. dubna 2005          |
| 27.    | 2005      | Sportsmen's Lodge                     | Studio City       | 25. března 2006         |
| 28.    | 2006      | Sportsmen's Lodge                     | Studio City       | 10. března 2007         |
| 29.    | 2007      | Sportsmen's Lodge                     | Studio City       | 30. března 2008         |
| 30.    | 2008      | Globe Theatre                         | Universal City    | 29. března 2009         |
| 31.    | 2009      | Beverly Garland Hotel                 | Studio City       | 11. dubna 2010          |
| 32.    | 2010      | Sportsmen's Lodge                     | Studio City       | 13. března 2011         |
| 33.    | 2011      | Sportsmen's Lodge                     | Studio City       | 6. května 2012          |
| 34.    | 2012      | Sportsmen's Lodge                     | Studio City       | 5. května 2013          |
| 35.    | 2013      | Sportsmen's Lodge                     | Studio City       | 4. května 2014          |
| 36.    | 2014      | Sportsmen's Lodge                     | Studio City       | 15. května 2015         |
| 37.    | 2015      | Sportsmen's Lodge                     | Studio City       | 13. března 2016         |
| 38.    | 2016      | Alex Theatre                          | Glendale          | 17. března 2017         |
| 39.    | 2017      | South Park Theatre                    | Los Angeles       | 14. července 2018       |
| 40.    | 2018      | Sportsmen's Lodge                     | Studio City       | 21. února 2019          |
| 41.    | 2019      | Sportsmen's Lodge                     | Studio City       | 24. listopadu 2020      |
| 42.    | 2020      | Sportsmen's Lodge                     | Studio City       | 6. listopadu 2021       |
| 43.    | 2021      | Sportsmen's Lodge                     | Studio City       | 20. února 2022          |
| 44.    | 2022      | South Park Theatre                    | Los Angeles       | 16. srpna 2023          |
| 45.    | 2023      | Sportsmen's Lodge                     | Studio City       | 16. května 2024         |